# والی سوتو
والی سوتو (به ایتالیایی: Vagli Sotto) یک کومونه در ایتالیا است که در استان لوکا واقع شده‌است. والی سوتو ۴۱٫۰ کیلومتر مربع مساحت و ۱٬۰۱۱ نفر جمعیت دارد و ۶۰۰ متر بالاتر از سطح دریا واقع شده‌است.